# بوگاچیوو
بوگاچیوو (به لاتین: Bogachyovo) یک منطقهٔ مسکونی در روسیه است که در باشقیرستان واقع شده‌است.